# Glansriska
Glansriska (Lactarius badiosanguineus) är en svampart som beskrevs av Kühner & Romagn. 1954. Glansriska ingår i släktet riskor och familjen kremlor och riskor.  Arten är reproducerande i Sverige. Inga underarter finns listade i Catalogue of Life.